# Padre davvero.../Amore... amore... un corno!
Padre davvero.../Amore... amore... un corno! è un singolo di Mia Martini, pubblicato il 12 giugno 1971 dalla RCA Italiana.
È il primo singolo pubblicato col nome di Mia Martini e registrato col complesso La Macchina.

## Il disco
Il testo di Padre davvero, incentrato sulla tematica del conflitto generazionale, venne scritto dall'autore Antonello De Sanctis prima di conoscere Mia Martini pensando alla sua storia familiare, e quando la conobbe gli sembrò l'interprete ideale.
Il testo venne giudicato "dissacrante" dai censori RAI, i quali imposero alcune modifiche ai seguenti versi:
In TV tali versi furono dunque così eseguiti:
Il lato B del singolo, Amore... amore... un corno!, fu scritta da un giovanissimo Claudio Baglioni su musica di Antonio Coggio.
Presentata al Cantagiro, anch'essa subì la censura di una parte del testo: infatti il verso "Ti servo solamente dentro il letto" diventò "Ti servo solamente quando è notte".

## Successo
Mia Martini vinse il Festival D'Avanguardia e Nuove Tendenze di Viareggio e ottenne grande attenzione da parte del pubblico, dalla critica e soprattutto da Lucio Battisti e Mogol, i quali la vollero nel nuovo show televisivo dedicato interamente al cantautore, intitolato Tutti insieme, andato in onda il 23 settembre 1971.

## Cover
Nel 1997, Padre davvero... è stata reinterpretata da Loredana Bertè, che l'ha incisa nell'album Un pettirosso da combattimento per poi rieseguirla spesso anche durante i suoi concerti.
Nel 2019, la cantante e attrice napoletana Serena Rossi reinterpreta il brano per il biopic sulla cantante calabrese intitolato Io sono Mia, andato in onda su RAI 1 il 12 febbraio dello stesso anno.

## Tracce
Lato A
1. Padre davvero... – 3:58 (testo: Antonello De Sanctis – musica: Piero Pintucci; edizioni musicali RCA)

Lato B
1. Amore...amore...un corno! – 3:45 (testo: Claudio Baglioni – musica: Antonio Coggio; edizioni musicali RCA)

## Formazione
- I Cantori Moderni di Alessandroni: cori

La Macchina:
- Giorgio Dolce: chitarra
- Riccardo Caruso: tastiere
- Giovanni Baldini: basso
- Daniele Cannone: batteria